# Hamza Mrad
Hamza Mrad est un joueur et entraîneur de football tunisien.

## Biographie
Lancé comme quasiment tous les joueurs de sa génération par Fabio Roccheggiani, il fait partie des rares joueurs à avoir fait le lien entre la génération Roccheggiani, arrivé au sommet avec les titres de la fin des années 1960, et la première génération Nagy, consacrée durant la première moitié des années 1970. Défenseur fougueux, il est avec Ali Retima et Ahmed Zitouni l'un des titulaires de la défense du Club africain, imperméable durant cinq saisons consécutives, et de l'équipe nationale.
Après une carrière de footballeur, il se lance dans une carrière d'entraîneur pour le compte de plusieurs équipes, aussi bien en Tunisie que dans les pays du Golfe. Entre 1984 et 1985, il entraîne ainsi l'Olympique de Béja, avec qui il remporte la Ligue II en 1985. Entre 1995 et 1996, il est directeur sportif du Club africain.

## Palmarès

### Club
- Championnat de Tunisie :
  - Champion : 1973, 1974
- Coupe de Tunisie :
  - Vainqueur : 1968, 1969, 1970, 1972, 1973
- Supercoupe de Tunisie :
  - Vainqueur : 1968, 1970
- Coupe du Maghreb des vainqueurs de coupe :
  - Vainqueur : 1971
- Coupe du Maghreb des clubs champions :
  - Vainqueur : 1974, 1975

### Équipe nationale
- Jeux méditerranéens :
  - Finaliste : 1971